# Junction City (Kansas)
Junction City ist eine Stadt im US-Bundesstaat Kansas und der Verwaltungssitz (County Seat) des Geary County. Sie hatte bei der Volkszählung 2020 des US Census Bureau 22.932 Einwohner.
Junction City ist so benannt nach seiner Lage am Zusammenfluss von Smoky Hill River und Republican River, der den Kansas River bildet.

## Geschichte
1854 plante Andrew J. Mead aus New York von der Cincinnati-Manhattan Company, mit Siedlern, die mit der Massachusetts Emigrant Aid Company verbunden waren, eine Gemeinde namens Manhattan (es wurde auch diskutiert, sie New Cincinnati zu nennen) zu errichten. Als das Dampfschiff Hartford, das die Einwanderer transportierte, die Gemeinde wegen Niedrigwasser auf dem Kansas River nicht erreichen konnte, ließen sich die Siedler 20 Meilen östlich des späteren Manhattan von Kansas, nieder. Die Siedlung wurde am 3. Oktober 1855 in Millard City umbenannt, nach dem Kapitän mit dem Namen Millard von der Hartford. Sie wurde 1857 von den örtlichen Farmern kurzzeitig in Humboldt umbenannt und später im selben Jahr schließlich in Junction City umbenannt. 1859 wurde sie formell als Gemeinde gegründet.
1923 gründete John R. Brinkley die Radiostation KFKB (was für Kansas First, Kansas Best stand) mit einem 1-kW-Sender. Es ist einer der ersten – wenn nicht sogar der erste – Radiosender in Kansas. Brinkley nutzte den Sender, um seine Überzeugung zu verbreiten, dass Ziegenhoden in Männer implantiert werden könnten, um deren Potenz zu steigern.
Timothy McVeigh mietete den Ryder-Truck, den er bei dem Bombenanschlag auf das Murrah Federal Building in Oklahoma City benutzte, von einer Autowerkstatt in Junction City.

## Demografie
Nach der Schätzung von 2019 leben in Junction City 21.482 Menschen. Die Bevölkerung teilte sich im selben Jahr auf in 63,2 % Weiße, 21,2 % Afroamerikaner, 1,7 % amerikanische Ureinwohner, 3,3 % Asiaten, 1,3 % Ozeanier und 6,4 % mit zwei oder mehr Ethnizitäten. Hispanics oder Latinos aller Ethnien machten 14,3 % der Bevölkerung aus. Das mittlere Haushaltseinkommen lag bei 53.932 US-Dollar und die Armutsquote bei 12,2 %.
| Jahr | Einwohner¹ |
| ---- | ---------- |
| 1900 | 4.695      |
| 1950 | 13.462     |
| 1960 | 18.700     |
| 1970 | 19.018     |
| 1980 | 19.305     |
| 1990 | 20.604     |
| 2000 | 20.671     |
| 2010 | 23.353     |
| 2020 | 22.932     |

¹ 1900 – 2020: Volkszählungsergebnisse

## Söhne und Töchter der Stadt
- Adna R. Chaffee, Jr. (1884–1941), Armeeoffizier
- Mary Rockwell Hook (1877–1978), Architektin
- Leslie A. Miller (1886–1970), Politiker
- John C. H. Lee (1887–1958), Generalleutnant der United States Army
- Marion Manley (1893–1984), Architektin
- Rockne Tarkington (1931–2015), Schauspieler
- Michael P. C. Carns (1937–2023), General der United States Air Force
- James Wofford (1944–2023), Vielseitigkeitsreiter
- Marillyn Hewson (* 1954), Managerin
- Bobby Lashley (* 1976), Wrestler